# Nördlicher Hapmeskopf
De Nördlicher Hapmeskopf is een 3289 meter hoge bergtop in de Ötztaler Alpen op de grens tussen de gemeenten Kaunertal en Sankt Leonhard im Pitztal in de Oostenrijkse deelstaat Tirol.
De bergtop maakt deel uit van de Kaunergrat en wordt geflankeerd door de bergtoppen van de Löcherkogel (in het noorden) en de kleinere Südlicher Hapmeskopf (in het zuiden). De berg vormt een deel van de westelijke begrenzing van de gletsjer Rifflferner. De top van de berg wordt meestal beklommen vanaf de Rifflseehütte over de Offenbacher Höhenweg en de Rifflferner.